# Batemans princip

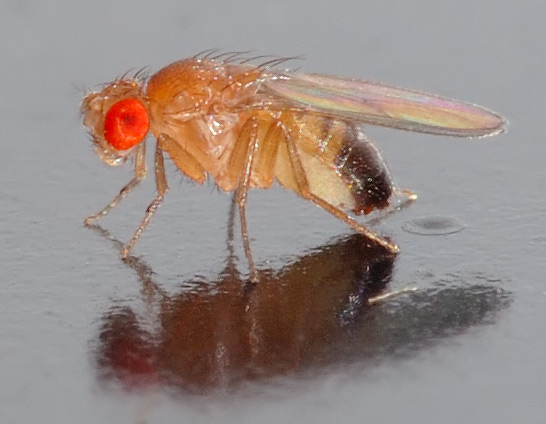
Bananfluga, den organism Bateman använde i sin forskning.

Batemans princip, är inom evolutionsbiologin, att variationen i mängden avkomma en individ får i de flesta arter är större för hannar än för honor. Följden av detta blir att hannar tjänar mer på att para sig med flera honor än vice versa och att hannar därför konkurrerar med varandra om parningsmöjligheter. Termen är uppkallad efter den brittiska genetikern Angus John Bateman. Fenomenet förklaras med kostnadsskillnaden för produktionen av spermier och ägg (anisogami), samt att honor inte är begränsade i sin reproduktiva förmåga på grund av parningsmöjligheter utan på grund av andra kostsamma investeringar i avkomman som mjölkproduktion, föräldravård eller liknande.

## Batemans experiment
1948 publicerade Bateman artikeln Intra-sexual selection in Drosophila och det var här de idéer som sedan kom att bli kallade Batemans princip formulerades. I experimentet undersöktes sambandet mellan antal parningar och antalet avkomma hos hannar och honor. Resultatet visade att hannar fick en större mängd avkomma ju fler parningar de hade medan honor fick samma mängd avkomma vara sig de parade sig en gång eller flera gånger. Vissa skillnader i resultatet fanns mellan olika åldersgrupper, yngre honor tjänade något på att para sig flera gången men inte alls i samma utsträckning som hannarna. I sina experiment noterade Bateman även att en större mängd hannar (21 %) än honor (4 %) inte får någon avkomma alls, variationen i hannars sexuella framgång var alltså större än honors. Bateman formulerade det att variansen i antalet partner är den enda viktiga anledningen till könsskillnaden i fertilitetens varians. Experimenten gjordes för att försöka förstå och förklara sexuellt urval och det beteende som hade observerats hos många arter där hannar var villiga att para sig med vilken hona som helst medan honor noggrant valde sina partner.

## Undantag
Det finns många arter där honor parar sig mer än en gång även om detta enligt Batemans princip inte borde gynna dem evolutionärt. Detta kan förklaras med arternas unika livshistorier och olika evolutionära strategier och beteenden. Man bör till exempel förvänta sig ett omvänt förhållande från Batemans princip hos arter med ombytta könsroller där hannar investerar mer i avkomman än honorna.
Några olika icke-uteslutande förklaringar till varför honor parar sig flera gånger har framförts. Den ena är att de inte har något val, hos vissa arter där honor är mindre än hannarna vore det omöjligt att undvika ytterligare parningar utan att riskera skador. En annan förklaring är att ytterligare parningar gynnar honan genom matgåvor från hannar eller genom att det ger dem tillgång till fler eller bättre territorier eller äggläggningsplatser. Ytterligare en förklaring är att det ger fördelar till avkomman på grund av att honan kan para sig med en genetiskt bättre partner som överför mer gynnsamma gener till avkomman. Detta är vanligt hos socialt monogama sångfåglar, där honorna parar sig med andra hannar, normalt har 10-40 % av avkomman en annan fader än den honan annars lever och bygger bo med. De hannar de parar sig med i dessa fall är oftast de med de finaste och starkast färgade fjäderdräkterna.